# Kościół w Gamla Uppsala
 Kościół w Gamla Uppsala (szw. Gamla Uppsala kyrka) – kościół położony w Gamla Uppsala, region terytorialny Uppsala, region historyczny Uppland. Kościół parafialny szwedzkiego kościoła ewangelicko-luterańskiego w parafii Gamla Uppsala należącej do diecezji Uppsali. Do czasów reformacji świątynia rzymskokatolicka.
Kościół był siedzibą arcybiskupów Szwecji do 1273, kiedy stolica została przeniesiona do Östra Aros (Östra Aros została potem na żądanie papieża nazwana Uppsala).
Kościół ma status zabytku sakralnego według rozdz. 4 Kulturminneslagen (pol. Prawo o pamiątkach kultury) ponieważ został wzniesiony do końca 1939 (3 §).

## Historia

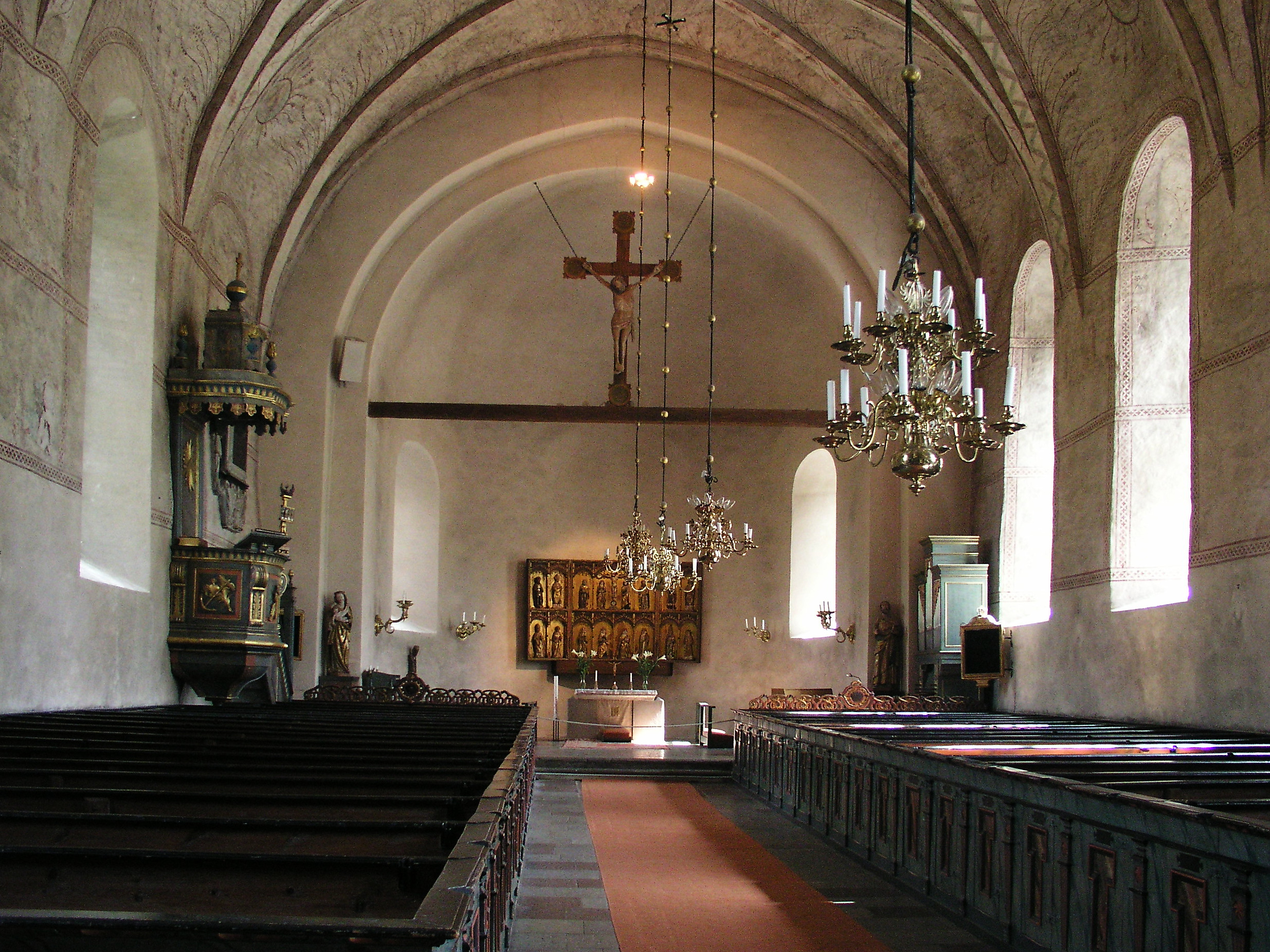
Wnętrze kościoła

Stara katedra była prawdopodobnie budowana już w XI wieku, jednak budowę skończono dopiero w XII wieku. Kamienna budowla była poprzedzona przez kościół z drewna, który prawdopodobnie stał na miejscu wielkiej świątyni w Uppsali wymienianej przez niemieckiego kronikarza Adama z Bremy w 1076. Według jego relacji miejsce to miało leżeć dzień drogi od Sigtuny i Birki. Wskazywać na to może położenie kościoła w pobliżu słynnych kurhanów Gamla Uppsala. W czasie wykopalisk pod kościołem znaleziono drewniane resztki jednej lub kilku budowli, a kościoły były zwykle budowane na miejscu wcześniejszych świątyń pogańskich.
W tym czasie dokonywała się ostateczne chrystianizacja Szwecji. Z drugiej strony był to też okres walk o władzę. To właśnie w okolicach Gamla Uppsala został ok. 1160 zamordowany król Eryk IX, uznany później za świętego. Z tego względu Gamla Uppsala stała się siedzibą biskupią, która została przeniesiona tu z Sigtuny. W 1164 Gamla Uppsala została podniesiona do godności siedziby arcybiskupiej; przedtem Szwecja podlegała duńskiej archidiecezji w Lund. Kult św. Eryka, który wówczas zaczął się kształtować, został szybko powiązany z nową archidiecezją, a sam święty stał się wkrótce patronem królestwa Szwecji.
Po pożarze w roku 1240 część katedry została rozebrana, ale dobudowano zakrystię i przedsionek. W XV wieku dodano podziemia oraz malowidła ścienne.
Ok. 1273 siedziba arcybiskupa została oficjalnie przeniesiona do dzisiejszej Uppsali, gdzie tuż przedtem rozpoczęto wznoszenie katedry. Na nowe miejsce, które wcześniej nazywało się Östra Aros, przeniesiono również nazwę Uppsala. Natomiast dotychczasowa katedra w Gamla Uppsala została zdegradowana do rangi zwykłego kościoła parafialnego. W XV w. kościół ten uzyskał kształt, w jakim przetrwał do dziś.
W kościele został pochowany fizyk i astronom Anders Celsius.

## Architektura
W czasie prac archeologicznych w okolicach dzisiejszego kościoła natrafiono na ślady po drewnianych palach, co świadczy o obecności pierwotnego, drewnianego kościoła w tym miejscu. Obecnie istniejąca budowla została wzniesiona z kamienia. Jako element dekoracyjny wykorzystano cegłę. Masywna, środkowa wieża i prezbiterium z absydą stanowią tylko część (mniej więcej połowę) większego pierwotnie kościoła, którego budowa rozpoczęła się w poł. XII w. i ukończona została przed pożarem ok. 1240.
Była to trzynawowa świątynia z transeptem, zakończona prawdopodobnie od zachodu podwójną wieżą. Obecnie istniejąca wieża była w przeszłości wyższa niż obecnie i wznosiła się na skrzyżowaniu naw. Ramiona transeptu były zamknięte absydami.
Część zachowanego wyposażenia kościoła może pochodzić z XII w., m.in. jeden z krucyfiksów triumfalnych, który niegdyś wisiał w łuku tęczowym. Uszkodzona figura Chrystusa z tego krucyfiksu posiada otwór w klatce piersiowej, co wskazuje, iż było to miejsce przechowywania relikwii jakiegoś świętego.
W okresie późniejszym kościół ozdobiono freskami. Renowacja kościoła miała miejsce za rządów biskupa Jönsa Bengtssona Oxenstierny (1448-1567). Przebieg ówczesnych prac ukazują namalowane herby. Z tego też okresu pochodzi ołtarz główny, ozdobiony wyrzeźbionymi z drewna i namalowanymi postaciami świętych.